# Bahrein világörökségi helyszínei
Bahrein területéről a 2019. évvel bezárólag három helyszín került fel a világörökségi listára, valamint hat további helyszín a javaslati listán várakozik a felvételre.
| | Kalaat al-Bahrein régészeti lelőhelye |
| Felvétel: 2005, kisebb módosítások: 2008, 2014 |                                       |
| Kulturális (II)(III)(IV) |                                       |
| Hivatkozás: 1192, védett terület: 70,4 ha, pufferzóna: 1 311,8 ha |                                       |
| A sziget északi csücskében fekvő 16 hektáros lelőhely i. e. 2300 és az i. sz. 16. század között folyamatosan lakott település volt. A ma is látható romok egy tipikus tellt, alkotnak, ami az egykori épületek egymásra rakott rétegeiből kialakult dombot jelent. A domb magassága megközelíti a 12 métert. Legkorábbi rétegei, amelyeknek eddig körülbelül az egynegyedét tárták fel egy dilmun nevű bronzkori civilizáció fővárosához köthetők, ami Bahrein szigetét és az arab szárazföld egyes területeit foglalta magába. A hely feltárása előtt a civilizáció anyagi kultúrája ismeretlen volt, csak sumer eredetű források utaltak a létezésére. Az ásatások során lakó-, köz-, kereskedelmi, vallási és hadi épületek maradványai kerültek elő. Várost i. e. 1450 körül egy meglepően tartós fallal vették körül, amelyet körülbelül i. e. 500-ig használták védelmi célokra, majd később romjaira lakóházakat építettek. A leletek bizonyítják, hogy a hely évszázadokon keresztül jelentős kereskedelmi központ volt, feltehetően a legfontosabb a Mezopotámiát az Indus-völggyel összekötő útvonalon. Az egykor virágzó várost a 16. században hagyták el lakói, amikor a településhez vezető csatorna eliszaposodott. A domb tetejére portugál hódítók egy erődöt építettek. |                                       |

| | Gyöngyhalászati kultúrtájak |
| Felvétel: 2012 |                             |
| Kulturális (III) |                             |
| Hivatkozás: 1364, védett terület: 35 086,81 ha, pufferzóna: 95 876,44 ha |                             |
| A világörökségi helyszínhez tartozik tizenhét épület Muharrak városban (tehetős kereskedők házai, boltok, raktárépületek és egy mecset), három osztrigatelep, a telephez tartozó tengerpart és a Muharrak sziget déli csücskén fekvő Qal’at Bu Mahir erőd, ahonnan a gyöngyhalászok csónakokkal az osztrigatelepek felé indultak. Ez a helyszín az utolsó megmaradt emléke az itteni tevékenységnek és a belőle felhalmozott vagyonnak. Már az ókorban is foglalkoztak gyöngyhalászattal a területen és kereskedelme meghatározó tényezője volt az Perzsa-öböl gazdaságának az i. sz. 2 századtól az 1930-as évekig, amikor Japánból tenyésztett gyöngyök kerültek a világpiacra. A kereskedelem fénykorát a 19. század végén és a 20. század elején élte majd az 1930-as években rövid idő alatt teljesen összeomlott. Murarrak épületein a piac összeomlása után csak kevés átalakítás történt, ez annak köszönhető, hogy az építkezésekhez a lehető legjobb minőségű alapanyagokat használtak, viszont statikailag már felújításra szorulnak ezért rendkívül sérülékenyek. Az osztrigatelepek, a tengerpart és az erőd nincs veszélyben. |                             |

| | Dilmun temetkezési helyei |
| Felvétel: 2019 |                           |
| Kulturális (III)(IV) |                           |
| Hivatkozás: 1542, védett terület: 168,45 ha, pufferzóna: 383,46 ha |                           |
| Az ország nyugati részén huszonegy régészeti lelőhelyen lévő Dilmun temetkezési halmok i. e. 2050 és i. e. 1750 között épültek. A halmok eredetileg henger alakú alacsony tornyok voltak. Hat lelőhelyen a halmok temetőket alkotnak, egy részükön néhány tucat, más részén több ezer temetkezési halommal. Összesen 11 774 temetkezési helyet vettek nyilvántartásba. A tizenöt fennmaradó helyen összesen tizenhét uralkodói temetkezést tártak fel, ezek kétszintes tornyok voltak. A temetkezési halmok a korai Dilmun civilizáció emlékei az i. e. 2. évezredből, amikor a terület egy fontos kereskedelmi csomóponttá vált. Ennek bevételei lehetővé tették az itt élőknek, hogy kifinomult temetkezési szokásokat alakítsanak ki, amelyeket az egész lakosságra kiterjesztettek. A temetkezések nagy száma, sűrűségük, a részletek kidolgozása világszinten is egyedülálló. |                           |

## Elhelyezkedésük
| Kalaat al-Bahrein Gyöngyhalászat Dilmun temetkezési helyei |